# Pellenes tocharistanus
Pellenes tocharistanus là một loài nhện trong họ Salticidae.
Loài này thuộc chi Pellenes. Pellenes tocharistanus được Andreeva miêu tả năm 1976.